# Вадедији
Вадедији (хрв. Vadediji, итал. Vadedio) је насељено мјесто у општини Жмињ, Истарска жупанија, Република Хрватска.

## Историја
До територијалне реорганизације у Хрватској били су у саставу старе општине Ровињ.

## Становништво
У попису становништва из 2011. године, Вадедији је имао 64 становника.
| Број становника према пописима | Број становника према пописима | Број становника према пописима | Број становника према пописима | Број становника према пописима | Број становника према пописима | Број становника према пописима | Број становника према пописима | Број становника према пописима | Број становника према пописима | Број становника према пописима | Број становника према пописима | Број становника према пописима | Број становника према пописима | Број становника према пописима | Број становника према пописима |
| ------------------------------ | ------------------------------ | ------------------------------ | ------------------------------ | ------------------------------ | ------------------------------ | ------------------------------ | ------------------------------ | ------------------------------ | ------------------------------ | ------------------------------ | ------------------------------ | ------------------------------ | ------------------------------ | ------------------------------ | ------------------------------ |
| 1857                           | 1869                           | 1880                           | 1890                           | 1900                           | 1910                           | 1921                           | 1931                           | 1948                           | 1953                           | 1961                           | 1971                           | 1981                           | 1991                           | 2001                           | 2011                           |
| 0                              | 0                              | 101                            | 86                             | 97                             | 100                            | 0                              | 0                              | 114                            | 106                            | 74                             | 71                             | 55                             | 49                             | 68                             | 64                             |

Напомена: Године 1857, 1869, 1921 и 1931. подаци су садржани у насељу Жмињ. Садржи податке за некадашње насеље Матики које је од 1880 до 1910. године било изражено као насеље. Од 1880. до 1910. године изражено као део насеља.

### Попис1991.
У попису из 1991. Насеље Вадедији је 2008. године имало 49 становника.